# HMS Canada (1913)
Zasugerowano, aby zintegrować ten artykuł z artykułem Almirante Latorre (1913). Nie opisano powodu propozycji integracji.
HMS Canada – brytyjski pancernik z okresu I wojny światowej. Pierwotnie zamówiony przez Chile, po wybuchu I wojny światowej przejęty przez Royal Navy. W 1920 sprzedany Chile, gdzie służył do 1958 jako „Almirante Latorre”.

## Historia
W 1911 rząd Chile złożył w brytyjskiej stoczni Armstrong Whitworth zamówienie na dwa pancerniki, które były nieznacznie zmienioną wersją pancerników typu Iron Duke. Zamówienie było odpowiedzią na budowany dla Brazylii pancernik „Rio de Janeiro”. Pierwszy z zamówionych okrętów początkowo nazwano „Valparaiso”, a następnie „Almirante Latorre”. Stępkę pod budowę okrętu położono 27 listopada 1911. Wodowanie nastąpiło 27 listopada 1913. Okręt znajdujący się w budowie, w związku z wybuchem I wojny światowej został przejęty przez rząd brytyjski, dokończony i wcielony do Royal Navy we wrześniu 1915. W porównaniu do jednostek typu Iron Duke, okręt był większy i posiadał silniejsze uzbrojenie.
Po przejęciu przez Royal Navy okręt został wcielony do 4 Eskadry Liniowej w ramach której wziął udział w bitwie jutlandzkiej w 1916. Podczas bitwy wystrzelił 42 pociski z dział artylerii głównej. Po bitwie okręt wszedł w skład 1 Eskadry Liniowej.
W 1919 na okręcie rozpoczął się remont połączony z modernizacją, po zakończeniu którego okręt sprzedano Chile w 1920 za cenę, która stanowiła połowę kosztów jego budowy. Okręt wszedł w skład Chilijskiej Marynarki Wojennej jako „Almirante Latorre”. Po japońskim ataku na Pearl Harbor Stany Zjednoczone bezskutecznie próbowały zakupić okręt od Chile. W 1951 w okrętowej siłowni wybuchł pożar, w wyniku którego jednostka pozostawała nieaktywna do końca swojej służby.  Pancernik był ostatnim pozostającym w służbie wielkim okrętem – uczestnikiem bitwy jutlandzkiej.  W 1958 okręt został wycofany ze służby i w 1959 złomowany w Japonii. Części okrętu posłużyły do odrestaurowania japońskiego okrętu muzeum „Mikasa”.